# Snitch (filme)
Snitch (no Brasil: O Acordo) é um filme de ação estadunidense de 2013, dirigido por Ric Roman Waugh e estrelado por Dwayne Johnson. O filme foi lançado nos Estados Unidos em 22 de fevereiro de 2013 e  lançado em 19 de abril de 2013 nos cinemas brasileiros. O filme também é estrelado por Barry Pepper, Susan Sarandon, Benjamin Bratt e Boardwalk Empire.

## Sinopse
Após ser julgado, Jason Collins (Rafi Gavron) é condenado por 10 anos injustamente, por um crime que não cometeu. Desesperado, seu pai, John Matthews (Dwayne "The Rock" Johnson) está disposto a qualquer acordo para livrá-lo da cadeia. É quando recebe a proposta de uma promotora federal (Susan Sarandon) para que trabalhe como agente infiltrado em uma operação em andamento, que tem por meta capturar "El Topo" Pintera (Benjamin Bratt), um poderoso chefão das drogas.

## Elenco
- Dwayne Johnson como John Matthews
- Barry Pepper como agente Cooper
- Benjamin Bratt como Juan Carlos 'El Topo' Pintera
- Susan Sarandon como Joanne Keeghan
- Jon Bernthal como Daniel James
- Michael Kenneth Williams como Martins
- Melina Kanakaredes como a Sylvie Collins
- Nadine Velazquez como Analisa
- Rafi Gavron como Jason Collins
- David Harbour como Jay Price
- JD Pardo como Benicio

## Produção
Snitch é dirigido por Ric Roman Waugh e escrito por Waugh e Justin Haythe. Em 2004, o projeto foi criado por Guy Oriente e Sinclair Nigel, parceiros no Spitfire Pictures. Eles foram inspirados por um série de documentário Frontline sobre mudanças mudanças nas política de drogas dos Estados Unidos. Justin Hayth escreveu o argumento inicial, e Waug foi contrato para expandir o argumento e fazer os diálogos. Em março de 2011, o ator Dwayne Johnson foi escalado no papel do protagonista do filme. As filmagens começaram em dezembro de 2011 em Bossier City, Louisiana, e concluiu em 19 de janeiro de 2012.

## Lançamento
Snitch foi lançado em 22 de fevereiro de 2013 nos Estados Unidos e no Canadá. O filme é distribuído pela Lionsgate subsidiária de Summit Entertainment. Em outros lugares, como no Brasil, o filme vai ser lançado em 19 de abril de 2013.

### Critica
O filme recebeu críticas mistas dos críticos. O site Rotten Tomatoes reporta que 65% dos críticos deram uma resenha positiva ao filme, baseando em uma amostra de 103 resenhas. Muitos críticos elogiaram desempenho de Dwayne Johnson no papel principal, enquanto o sentimento de que a execução da mensagem do filme foi muito confuso.